# 阿根廷站
阿根廷站（法語：Argentine）是法国巴黎地铁1号线的一个车站，位于巴黎十六区與十七區邊界，于1900年9月1日启用。本站原名奧布利加多站，於1948年5月25日改名為阿根廷站，以感谢二战期间阿根廷对法国的物资援助。2022年12月18日世界盃決賽（法國對阿根廷）期間，為了替法國隊加油，站名臨時改成「法國站」。

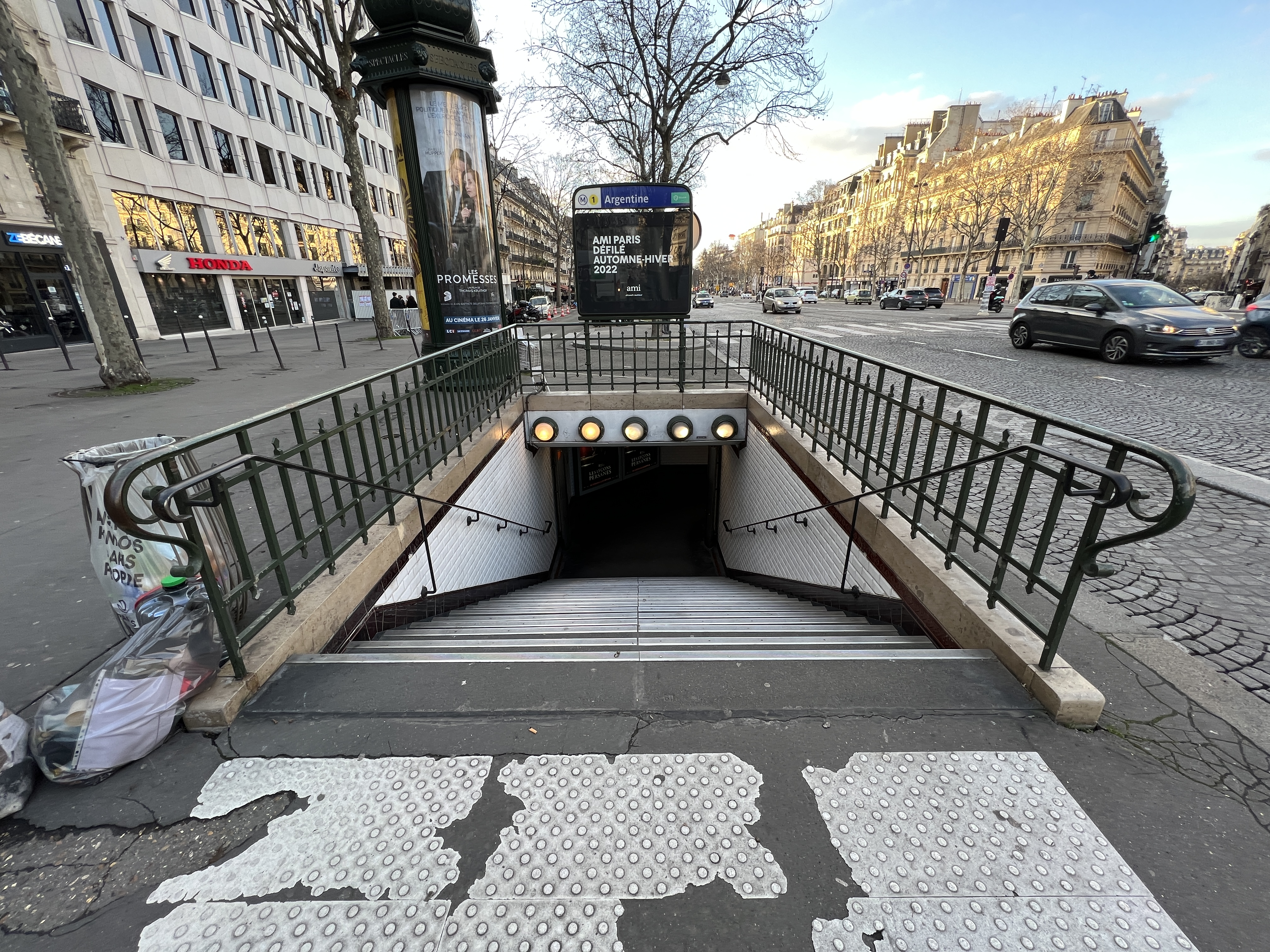
另一處入口 (2022年1月)

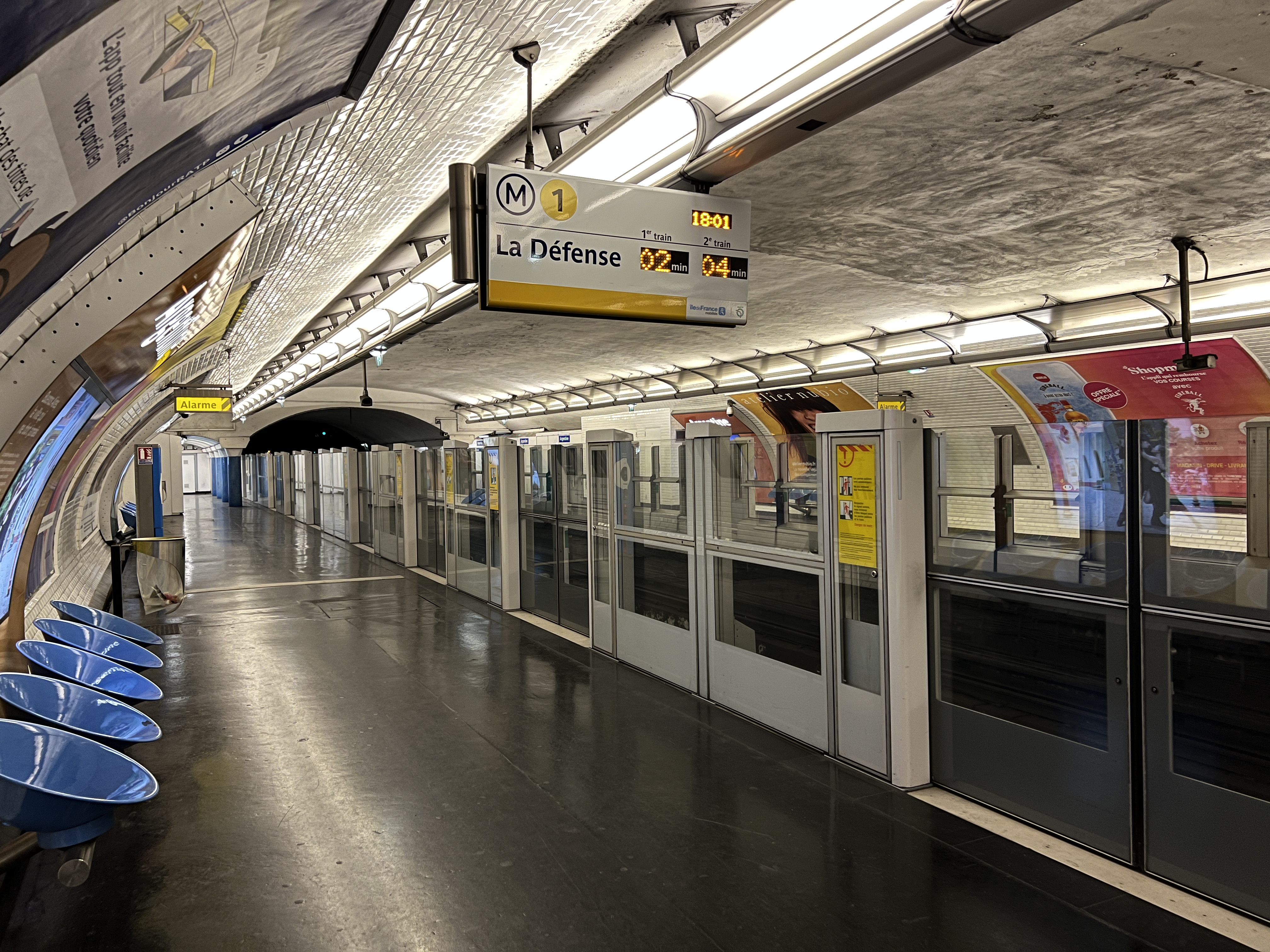
月台 (2022年7月)

## 車站結構
| 街道    |                                  |                                  |
| B1      | 月台連結夾層                     |                                  |
| B2 月台 | 設有月台幕門的側式月台，右側開門 | 設有月台幕門的側式月台，右側開門 |
| B2 月台 | 西行                             | 往拉德芳斯（馬約門）             |
| B2 月台 | 東行                             | 往文森城堡（夏爾·戴高樂-星形）   |
| B2 月台 | 設有月台幕門的側式月台，右側開門 |                                  |